# تشن تشين فنغ
تشن تشين فنغ (بالصينية: 陳金鋒) (من مواليد 28 أكتوبر 1977) هي لاعب كرة القاعدة تايواني.

## روابط خارجية
- تشن تشين فنغ على موقع دوري كرة القاعدة الرئيسي (الإنجليزية)
- تشن تشين فنغ على موقعبيزبول رفرنس.كوم (الدوري الرئيسي) (الإنجليزية)
- تشن تشين فنغ على موقعبيزبول رفرنس.كوم (الدوري الثانوي) (الإنجليزية)
- تشن تشين فنغ على موقع إي إس بي إن.كوم (أم.أل.بي) (الإنجليزية)
- تشن تشين فنغ على موقع مشجعي الرسوم البيانية (الإنجليزية)
- تشن تشين فنغ على موقع اللجنة الأولمبية الدولية (الإنجليزية)
- تشن تشين فنغ على موقع أوليمبيديا (الإنجليزية)